# Jennings (Maryland)
Pour les articles homonymes, voir Jennings.
Jennings est une census-designated place située dans le comté de Garrett, dans l’État du Maryland, aux États-Unis. Lors du recensement de 2020, elle comptait 99 habitants.